# Michiel Grauss
Michiel Koert Arthur Grauss (Barendrecht, 27 oktober 1970) is een Nederlandse ambtenaar, ChristenUnie-politicus en bestuurder. Sinds 16 januari 2023 is hij burgemeester van Bodegraven-Reeuwijk.

## Opleiding en carrière
Grauss ging van 1983 tot 1989 naar het vwo op het DevelsteinCollege in Zwijndrecht. Van 1989 tot 1995 studeerde hij bedrijfskunde en van 1992 tot 1996 filosofie aan de Erasmus Universiteit Rotterdam. Van 1996 tot 1999 was hij management consultant bij VB Deloitte & Touche en van 1999 tot 2000 was hij organisatieadviseur bij de provincie Noord-Brabant.
Grauss was van 2000 tot 2018 werkzaam bij de gemeente Rotterdam. Van 2000 tot 2011 was hij daar coördinator bureau Integriteit en van 2011 tot 2016 teamleider Staf van de directie Veiligheid. Van 2016 tot aan het wethouderschap in juli 2018 was hij daar afdelingshoofd Directiestaf van de directie Publieke Gezondheid Welzijn & Zorg van de gemeente en de GGD Rotterdam-Rijnmond. Daarnaast was hij vanaf 2000 actief als dagvoorzitter, moderator en sessiebegeleider.

## Politieke carrière
Grauss was van 2000 tot 2001 lid van het partijbestuur van de Reformatorische Politieke Federatie (RPF) en de ChristenUnie (CU). Van 2001 tot 2018 was hij namens de ChristenUnie gemeenteraadslid en fractievoorzitter in Capelle aan den IJssel. Van 2018 tot 2022 was hij namens ChristenUnie-SGP wethouder van armoedebestrijding, schuldenaanpak en informele zorg in Rotterdam. Met ingang van 21 september 2022 volgde hij Arre Zuurmond op als voorzitter van het Ouderpanel Kinderopvangtoeslag.
Grauss werd op 31 oktober 2022 door de gemeenteraad van Bodegraven-Reeuwijk voorgedragen als nieuwe burgemeester. Op 8 december dat jaar werd bekend dat hij bij koninklijk besluit is benoemd met ingang van 16 januari 2023. Op 16 januari dat jaar vond ook de installatie en beëdiging plaats. In zijn portefeuille heeft hij openbare orde en veiligheid, regionale zaken, integriteit en naturalisaties en coördinatie opvang vluchtelingen. Op 25 januari dat jaar werd bekend dat Tof Thissen is benoemd als opvolger van Grauss tot voorzitter van het Ouderpanel Kinderopvangtoeslag.

## Nevenfucties
Grauss is lid van het bestuur van Stichting House of Hope in Rotterdam, columnist voor De Wekker en buitengewoon ambtenaar van de burgerlijke stand.

## Persoonlijk
Grauss is getrouwd en heeft twee zoons en een dochter. Hij is belijdend lid van de Christelijke Gereformeerde Kerken (CGK).

## Onderscheidingen
Grauss werd in 2018 benoemd tot ridder in de Orde van Oranje Nassau. In 2021 werd hem de Overbrugger 2020 uitgereikt.